# Старый город (Торунь)
Старый город в Торуне (пол. Stare Miasto), или Старый Торунь — самая старая часть польского города Торунь.
Территория Старого города является объектом Всемирного культурного наследия ЮНЕСКО, в нём сохранились яркие образцы кирпичной готики (собор Святых Иоанна Крестителя и Иоанна Богослова, церковь Святой Марии, Торуньская ратуша, замок Тевтонского ордена, Дом Коперника, мещанские дома). В 1853 году в центре Старого города был установлен памятник Копернику, уроженцу Торуня.
Своё начало город берёт с XIII века, когда Тевтонский орден построил тут крепость для христианизации Пруссии. Поселение у замка получило название «Торунь» и приобрело права города в 1233 году. В 1250-1260-е гг здесь поселились францисканцы и доминиканцы. В XIV веке город присоединился к Ганзейскому Союзу, что повлияло на развитие города.
Отделён Старый город рвом и рекой, сохранились также и городские стены с многочисленными воротами. В центре расположена площадь Старый Рынок с ратушей.